# Eduard von Alvensleben
Eduard von Alvensleben (Magdeburgo, 1º agosto 1787 – Redekin, 5 luglio 1876) è stato un politico tedesco.

## Biografia
Era figlio del barone Gebhard Johan Achaz von Alvensleben ed apparteneva ad un'antichissima famiglia di diramazioni prussiane e sassoni, vantante numerosi nomi illustri di vescovi, generali, politici e storici, tra i quali figuravano Joachim I von Alvensleben, consigliere dell'elettore sassone Federico il Saggio, due vescovi di Havelberg, Busso VIII von Alvensleben e Busso X von Alvensleben, ammiratore di Niccolò Copernico, e un condottiero, Busso VII von Alvensleben. Da parte di madre il barone Eduard discendeva invece da una famiglia Juncker della Pomerania e suo nonno da parte di madre era il ministro di Federico il Grande e generale prussiano, Joachim Bernhard von Prittwitz.
Il barone Eduard fu educato all'Accademia Militare di Breslavia, dalla quale uscì sottotenente di un reggimento degli ulani. Von Alvensleben partecipò alle guerre contro Napoleone e in particolare alla campagna di Sassonia, distinguendosi durante la Battaglia di Lipsia e cadendo prigioniero dei francesi durante la Battaglia di Dresda. Promosso tenente e poi capitano, nel marzo 1814 fu insignito del Pour le Mérite da Federico Guglielmo III di Prussia e fece parte delle truppe d'occupazione a Parigi.
Durante i cento giorni accompagnò la corte esiliata di Luigi XVIII a Gand; tornato in Germania, lasciò la carriera militare e intraprese una fiorente carriera politica, iniziando come segretario del liberale barone von und zu Stein, presente ai Congressi di Lubiana e Verona e infine durante la Rivoluzione del 1848 fu deputato, contrariamente al figlio Udo Gebhard Ferdinand von Alvenssleben che era liberale al Parlamento di Berlino, all'Assemblea di Francoforte per i moderati.
Amico del confidente del re di Prussia Federico Guglielmo IV, Engelbert von Landsberg-Velen und Steinfurt, riuscì a farsi riammettere nelle grazie del principe reazionario, e fu nominato rettore delle province di Redekin e poi di Ihleburg.
Nonostante lui e il figlio Udo si scontrassero sulle opinioni politiche, lui appoggiando i moderati e il figlio sostenendo invece Bismarck e i riformatori, furono invece d'accordo e favorevolmente sulle idee di riunificazione della Germania in una confederazione unita sotto la corona prussiana.